# Gura Făgetului
Gura Făgetului – wieś w Rumunii, w okręgu Buzău, w gminie Topliceni. W 2011 roku liczyła 123 mieszkańców.